# Набережнев, Фёдор Семёнович
Фёдор Семёнович Набережнев (1929—2016) — советский партийный и хозяйственных деятель, заместитель председателя Мособлисполкома (1985—1991), министр администрации Московской области по торговле и услугам населения (1991—1998).

## Биография
Родился 28 октября 1929 года в селе Спирино Уваровского района Тамбовской губернии.
Начал работать подростком в период Великой Отечественной войны в 1942 году.
В 1960 году — окончил Московскую сельскохозяйственную академию имени К. А. Тимирязева по специальности «агроном».
С 1960 по 1966 годы — главный специалист инспекции по сельскому хозяйству Люберецкого района Московской области.
С 1966 по 1969 годы — секретарь Люберецкого городского комитета КПСС.
С 1969 по 1974 годы — первый секретарь Люберецкого горкома КПСС.
С 1974 по 1982 годы — заведующий сельскохозяйственным отделом Московского областного комитета КПСС.
С 1982 по 1985 годы — первый заместитель председателя Московского облисполкома (с 1982 года — также председатель совета областного агропромышленного объединения).
С 1985 по 1991 годы — заместитель председателя Мособлисполкома.
С 1991 по 1999 годы — министр администрации Московской области по торговле и услугам населению.
С 1999 по 2015 годы — генеральный директор ЗАО «Межрегиональная производственно-торговая корпорация».
Член КПСС с 1966 года.
Избирался депутатом Московского областного Совета депутатов трудящихся в 1966—1990 годах.
Депутат Верховного Совета РСФСР в 1985 году.
Умер 11 апреля 2016 года.

## Признание
- Орден Ленина
- Орден Трудового Красного Знамени
- Орден Дружбы народов
- Орден «Знак Почёта»
- Медаль «За доблестный труд в Великой Отечественной войне 1941—1945 гг.»
- Почётный гражданин Московской области (20 октября 2004 года)[1]
- Почетный гражданин города Люберцы и Люберецкого района[2]
- медали